# マルセロ・デ・リバデネイラ
マルセロ・デ・リバデネイラ（Marcelo de Ribadeneira、生年不詳 - 1606年1月16日）は、安土桃山時代に来日したスペインのフランシスコ会宣教師である。姓のリバデネイラの綴りはRibadeneyraとも表記される。

## 経歴・人物
バレンシアに生まれ、1594年（文禄3年）に当時スペイン領フィリピンの総督だったルイス・ペレス・ダスマリニャスの使節の一員として来日する。来日後は豊臣秀吉と謁見し、布教活動を行い1596年（文禄5年）に大坂でベトレヘム修道院の建立に携わった。
しかし後に病気により長崎に活動拠点を移し、翌1597年（慶長元年）に発生した日本二十六聖人によりキリシタンや宣教師が殉教したことを目撃する。これによって1598年（慶長2年）に国外追放処分を受け、翌1599年にスペイン領東インド（現在のフィリピン）のマニラに来航した。その後は帰国し、晩年はローマに派遣され同地で殉教者の調査報告に携わった。なお二十六聖人にはリバデネイラが来日する1年前に同じフランシスコ会士だったペトロ・バウチスタの名が列挙されている。